# The Hidden II
The Hidden II (denumit și ca The Hidden 2, cu sensul de Cel Ascuns II) este un film american de groază științifico-fantastic direct pe video regizat de Seth Pinsker. A apărut în 1993 și este continuarea filmului din 1987, The Hidden.

## Prezentare
Criminalul extraterestru din primul film a murit, dar a lăsat câteva ouă care clocesc acum. Se explică că pe lumea natală a extratereștrilor, evoluția a urmat două căi paralele: jumătate din rasa lor au devenit criminali violenți care trăiesc doar din plăcere (forma extraterestră asemănătoare calamarului, zărit pe scurt în primul film), iar cealaltă jumătate a evoluat dincolo de dorințele și corpurile lor fizice, devenind creaturi de energie pură.
Un extraterestru bun a locuit în corpul lui Tom Beck (interpretat acum de Michael Welden). El a așteptat în caz că s-ar întâmpla așa ceva. Din nefericire, prezența lui în corpul lui Beck a avut un impact teribil asupra acestuia, scurgându-i energia vitală.
În plus, relația sa cu fiica lui Beck, Juliet (Kate Hodge⁠(d)), acum ea însăși polițist, s-s-au deteriorat (posibil din cauza comportamentului său bizar cauzat de extraterestru care locuiește în corpul său). Dar, când încep crimele stranii, cei doi vor trebui să lucreze împreună - și cu un nou polițist extraterestru (Raphael Sbarge⁠(d)), care vine pe Pământ pentru a ajuta în această luptă și pentru a opri noua generație de extratereștri.

## Distribuție
- Raphael Sbarge⁠(d) – MacLachlan
- Kate Hodge⁠(d) – Juliet Beck
- Jovin Montanaro – Stanton
- Christopher Murphy⁠(d) – Tony Thompson
- Michael Welden – Tom Beck
- Michael A. Nickles – Matt Flamm
- Tony DiBenedetto – Bum
- Tom Tayback – Colton

## Lansare
Filmul a fost lansat direct pe video în Statele Unite de către New Line Home Video⁠(d) în iulie 1994. Cu toate acestea, în Japonia, a fost lansat în septembrie 1993, cu 10 luni înainte de lansarea sa în SUA.
În 2005, New Line Home Entertainment a lansat filmul pe DVD într-o lansare dublă, alături de originalul The Hidden.

## Recepție
Creature Feature a considerat continuarea inferioară filmului original, dându-i două stele din 5.
Moria⁠(d) a dat filmului doar o jumătate de stea. Deși s-a părut că interpretarea celor doi, Sbarge și Hodge, este un plus, mai ales că Sbarge încearcă să înțeleagă comportamentul uman, a considerat  că restul filmului este un exemplu de tot ce este în neregulă cu continuările.
În timp ce Entertainment Weekly s-a bucurat de primul film, acesta i-a dat un D-, considerând că este „neprelucrat”.
The Encyclopedia of Science Fiction notează că primele 10 minute ale acestui film sunt preluate din primul film.